# Lisa Witasek

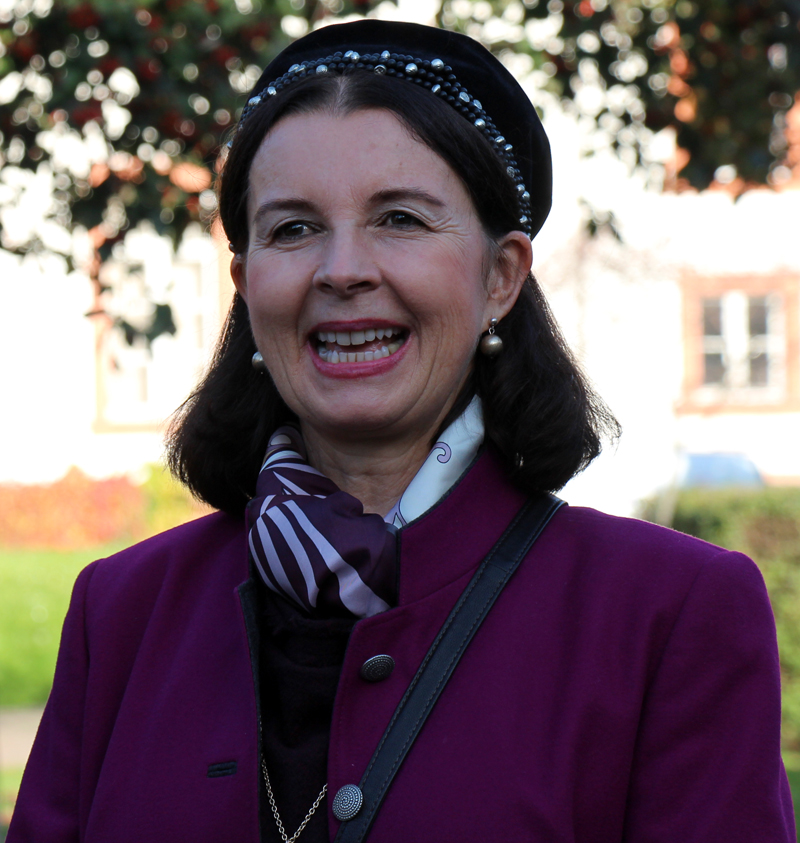
Lisa Kishon-Witasek (2013)

Lisa Kishon-Witasek (* 8. März 1956 in Salzburg) ist eine österreichische Schriftstellerin.

## Leben
Lisa Witasek studierte Musik, Germanistik und Sprachwissenschaft an den Universitäten in Salzburg, München und Wien. 1981 promovierte sie an der Universität Salzburg mit einer Arbeit über österreichische Gegenwartsliteratur zum Doktor der Philosophie. Von 1981 bis 1986 war sie Pressereferentin an der Hochschule für Musik und darstellende Kunst „Mozarteum“ in Salzburg, von 1986 bis 2003 Referentin für Presse und Öffentlichkeitsarbeit an der Universität für Musik und Darstellende Kunst in Wien. Seit den 1980er Jahren war sie daneben literarisch tätig; 1983 nahm sie am Ingeborg-Bachmann-Wettbewerb in Klagenfurt teil. 
Witasek ist Verfasserin von Romanen, Erzählungen, Essays, Theaterstücken und Hörspielen. Während ihre frühen erzählerischen und dramatischen Arbeiten meist die Probleme gestörter, obsessiver Beziehungen aus Frauensicht schildern, überwiegt in Witaseks Beziehungs-Romanen der 1990er Jahre stilistisch ein leichterer und ausgesprochen ironischer Ton. 1989 erhielt sie den Harder Literaturpreis.
Von Februar 2003 bis zu dessen Tod im Jahre 2005 war sie mit dem Autor Ephraim Kishon verheiratet. Das Paar lebte in der Schweiz, wo Witasek auch heute noch ansässig ist.

## Buchveröffentlichungen
- Stilbezüge zu Stifter in der österreichischen Literatur der Gegenwart, Dissertation, Salzburg 1981
- Die Umarmung oder Das weiße Zimmer, München 1983
- Friedas Freund, München 1984
- Leibspeise (Theaterstück), Köln 1988
- Männer sind Glückssache, München 1995
- Verliebt, verlobt, vergiftet, München 1996
- Mich hat der Himmel geschickt, München 1998
- Schneewittchens süße Rache, München 2000
- Geliebter Ephraim, München 2012 (als Lisa Kishon-Witasek)

## Herausgeberschaft
- Hochschule für Musik und darstellende Kunst in Wien, Wien 1995
- Ephraim Kishon und Friedrich Torberg: Dear Pappi - my beloved Sargnagel: Briefe einer Freundschaft (als Lisa Kishon, mit David Axmann), München 2008